# Tawan Bogd uul
Tawan Bogd uul (mong. Таван Богд уул, tzn. Góra Pięciu Świętych) – masyw górski leżący na styku trzech państw – zachodniej Mongolii (w ajmaku bajanolgijskim z najwyższym szczytem kraju górą Chüjten o wysokości 4374 m n.p.m.), Rosji (południowa część Syberii Zachodniej w Republice Ałtaju) oraz Chin (północna część zachodnich Chin, region autonomiczny Sinciang).
Masyw zbudowany jest ze skał paleozoicznych. Posiada 14 szczytów. Ze względu na dużą wysokość masywu, wyższe partie są pokryte polami wiecznego śniegu i lodowcami, największymi w Mongolii. Tu leży największy lodowiec Mongolii – Lodowiec Potanina długości 19 km i powierzchni ponad 50 km². Na południowych zboczach masywu znajdują się źródła dopływów największej rzeki Mongolii Zachodniej Chowd gol (Kobdo). 
Masyw Tawan Bogd uul wznosi się na styku trzech łańcuchów górskich: z zachodu – tzw. Ałtaju Południowego (stanowiącego granicę Chin i Rosji), z południa – Ałtaju Mongolskiego (stanowiącego granicę Chin i Mongolii), oraz ze wschodu – Sajlugemu (ros. Сайлюгем, mong. Сийлхэмийн нуруу, należącego do Ałtaju właściwego), który stanowi granicę Rosji i Mongolii. Granica Kazachstanu (skrajny wschodni punkt tego kraju) jest zaledwie 38,5 km na zachód od Tawan Bogd uul. 
Masyw ten był i nadal jest celem licznych wypraw alpinistycznych. Pierwsze polskie wejście na najwyższe wierzchołki masywu miało miejsce w 1967.